# Bitka pri Great Bridge
Bitka pri Great Bridge se je  odvila 9. decembra 1775 na območju Great Bridg v Virginiji, na začetku ameriške revolucionarne vojne. Zavrnitev kolonialnih virginijskih milic je privedla do odhoda kraljevega guvernerja Johna Murraya, 4. grofa Dunmora in vseh preostalih ostankov britanske oblasti nad kolonijo Virginije v zgodnjih dneh konflikta.
Po naraščajočih političnih in vojaških napetostih v začetku leta 1775 so tako Dunmore kot kolonialni uporniški voditelji patriotov rekrutirali čete in se zapletli v boj za razpoložljive vojaške zaloge. Boj se je sčasoma osredotočil na Norfolk v Virginiji, kjer se je Dunmore zatekel na krov ladje kraljeve mornarice. Dunmorove sile so utrdile eno stran kritičnega rečnega prehoda južno od Norfolka pri Great Bridg v Virginiji, medtem ko so uporniške sile zasedle drugo stran. V poskusu, da bi razbil uporniško silo, je Dunmore ukazal napad čez most, ki je bil odločno odbit. Polkovnik William Woodford, poveljnik virginijske milice v bitki, jo je opisal kot "drugo zadevo Bunker's Hill".
Kmalu zatem so Dunmore in torijci zapustili Norfolk, takrat središče lojalistov ter pobegnili na ladje mornarice v pristanišču. Norfolk, ki so ga zasedli uporniki, je bil uničen 1. januarja 1776 v akciji, ki jo je začel Dunmore in so jo dokončale uporniške sile.

## Gallerija
- Bojišče
- Spomenik
- Spominska plaketa